# Theory of Love (phim truyền hình)
Theory of Love (tiếng Thái: Theory of Love – ทฤษฎีจีบเธอ) là một bộ phim truyền hình Thái Lan phát sóng năm 2019 với sự tham gia của Atthaphan Phunsawat (Gun) và Jumpol Adulkittiporn (Off).
Bộ phim được đạo diễn Nuttapong Mongkolsawas và sản xuất bởi GMMTV. Đây là một trong mười ba dự án phim truyền hình cho năm 2019 được GMMTV giới thiệu trong sự kiện "Wonder Th13teen" vào ngày 05 tháng 11 năm 2018. Bộ phim được phát sóng vào lúc 21:25 (ICT), thứ Bảy trên GMM 25 và phát lại vào 23:00 (ICT) cùng ngày trên LINE TV, bắt đầu từ ngày 1 tháng 6 năm 2019. Bộ phim kết thúc vào ngày 17 tháng 8 năm 2019.

## Nội dung
Bộ phim kể về sinh viên năm ba khoa Điện ảnh Third (Atthaphan Phunsawat) người có tình cảm với người bạn Khai (Jumpol Adulkittiporn) suốt ba năm. Third quyết định dừng lại mặc cho có khó đến đâu. Nhưng khi Third quyết định đi tiếp thì Khai mới nhận ra mình cũng có tình cảm với Third.

## Diễn viên
Dưới đây là dàn diễn viên của bộ phim:

### Diễn viên chính
- Atthaphan Phunsawat (Gun) vai Third
- Jumpol Adulkittiporn (Off) vai Khai
- Nawat Phumphotingam (White) vai Two
- Chinnarat Siriphongchawalit (Mike) vai Bone

### Diễn viên phụ
- Pirapat Watthanasetsiri (Earth) vai Aun
- Sara Legge vai Paan
- Neen Suwanamas vai Lyn
- Patara Eksangkul (Foei) vai Chaine
- Latkamon Pinrojkirati (Pim)

### Khách mời
- Alysaya Tsoi (Alice) (Tập 1)
- Benjamin Joseph Varney vai Ton (Tập 6-7)
- Thanaboon Wanlopsirinun (Na) vai Gab, bạn trai của Paan (Tập 8-9, 11-12)
- Jiratpisit Jaravijit (Boom) vai một người trong quán bar (Tập 11)
- Sutthipha Kongnawdee (Noon) vai bạn gái của Bone (Tập 12)
- Sureeyaret Yakaret (Prigkhing) vai Fahsai
- Patnicha Kulasingh (Plai) vai Nong Som
- Kris Songsamphant vai diễn viên thử vai cho vở kịch (Tập 7)
- Supakan Benjaarruk (Nok) vai Ching Ching

## Stand By Me

Poster chính thức củaTheory of Love: Special Episode "Stand By Me"

Vào ngày 26 tháng 10 năm 2020, GMMTV đã giới thiệu tập đặc biệt của bộ phim tựa "Stand By Me". Tập phim đã được phát sóng vào ngày 28 tháng 10 năm 2020.

## Nhạc phim
| Tên bài hát                    | Thể hiện  | Ref.  |
| ------------------------------ | --------- | ----- |
| พระเอกจำลอง (Pra Ake Jum Long) | Getsunova | [ 9 ] |

## Đón nhận

### Rating truyền hình Thái Lan
Trong bảng dưới đây, màu xanh dương biểu thị rating thấp nhất và màu đỏ biểu thị rating cao nhất.
| Tập | Khung giờ (UTC+07:00) | Ngày phát sóng      | Tỷ lệ rating trung bình | Ref.   |
| --- | --------------------- | ------------------- | ----------------------- | ------ |
| 1   | 21:25, thứ Bảy        | 1 tháng 6 năm 2019  | 0.420%                  | [ 10 ] |
| 2   | 21:25, thứ Bảy        | 8 tháng 6 năm 2019  | 0,208%                  | [ 11 ] |
| 3   | 21:25, thứ Bảy        | 15 tháng 6 năm 2019 | 0.284%                  | [ 12 ] |
| 4   | 21:25, thứ Bảy        | 22 tháng 6 năm 2019 | 0.252%                  | [ 13 ] |
| 5   | 21:25, thứ Bảy        | 29 tháng 6 năm 2019 | 0.302%                  | [ 14 ] |
| 6   | 21:25, thứ Bảy        | 6 tháng 7 năm 2019  | 0.269%                  | [ 15 ] |
| 7   | 21:25, thứ Bảy        | 13 tháng 7 năm 2019 | 0.2%                    | [ 16 ] |
| 8   | 21:25, thứ Bảy        | 20 tháng 7 năm 2019 | 0.303%                  | [ 17 ] |
| 9   | 21:25, thứ Bảy        | 27 tháng 7 năm 2019 | 0.317%                  | [ 18 ] |
| 10  | 21:25, thứ Bảy        | 3 tháng 8 năm 2019  | 0.3%                    | [ 19 ] |
| 11  | 21:25, thứ Bảy        | 10 tháng 8 năm 2019 | 0.244                   | [ 20 ] |
| 12  | 21:25, thứ Bảy        | 17 tháng 8 năm 2019 | 0.267%                  | [ 21 ] |

### Giải thưởng và đề cử
| Năm  | Giải thưởng    | Hạng mục                         | Người/Tác phẩm được đề cử                            | Kết quả   | Ref.          |
| ---- | -------------- | -------------------------------- | ---------------------------------------------------- | --------- | ------------- |
| 2020 | LINE TV Awards | Best Couple                      | Atthaphan Phunsawat (Gun) Jumpol Adulkittiporn (Off) | Đoạt giải | [ 22 ] [ 23 ] |
| 2020 | LINE TV Awards | Most Hearted Content of the Year | Theory of Love                                       | Đoạt giải | [ 22 ] [ 23 ] |

## Phát sóng tại nước ngoài
- Nhật Bản – Vào ngày 28 tháng 9 năm 2020, Công ty TNHH Klockworx thông báo rằng họ đã mua được bản quyền của ba bộ phim truyền hình từ GMMTV, bao gồm cả bộ phim này. Bộ phim được dự kiến phát sóng tại Nhật Bản với phụ đề tiếng Nhật vào đầu năm 2021.[24][25]
- Philippines – Dreamscape Entertainment thông báo vào ngày 10 tháng 9 năm 2020[26] rằng họ đã mua được bản quyền của năm bộ phim truyền hình từ GMMTV, bao gồm cả bộ phim này, và sẽ được phát sóng trực tuyến vào ngày 7 tháng 12 năm 2020 trên iWantTFC.[27]